# قزل‌قوم

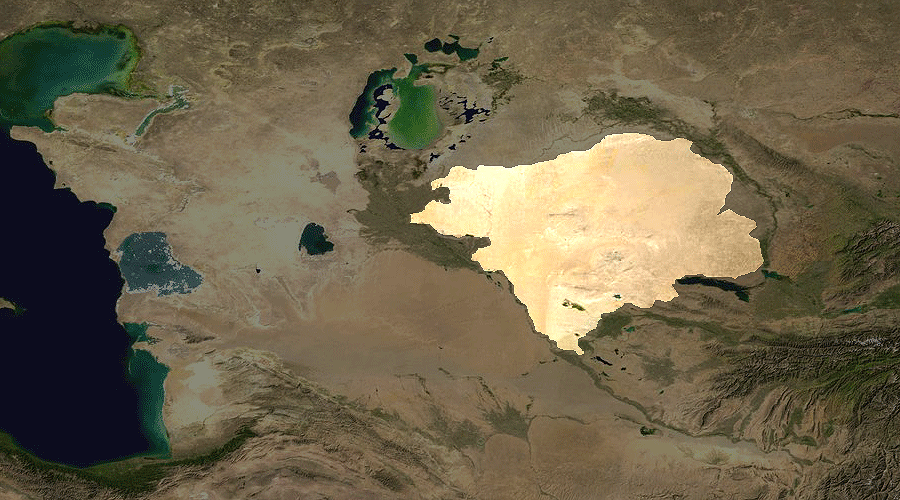
محدوده بیابان قزل‌قوم.

قزل‌قوم (به ازبکی: Qizilqum قیزیل‌قوم، به قزاقی: Қызылқұм قىزىلقۇم) یازدهمین بیابان بزرگ جهان است.
نام این بیابان در زبان‌های ترکی‌تبار به معنای «شن سرخ» است.
قزل‌قوم در آسیای میانه و در میان دو رود آمودریا و سیردریا واقع شده‌است. قزل‌قوم در کشورهای قزاقستان، ازبکستان و بخشی از ترکمنستان قرار دارد.
مساحت آن ۲۹۸٬۰۰۰ کیلومتر مربع است.
از جانوران مهم ساکن این بیابان می‌شود به بزمجه بیابانی، لاک‌پشت روسی، و کل سکایی اشاره کرد. طول بزمجه‌های بیابانی قزل‌قوم گاه تا یک متر و ۶۰ سانتی‌متر هم می‌رسد. مسیر مهاجرت کل‌های سکایی گهگاه از بخش شمالی این بیابان می‌گذرد.
در سال ۱۹۷۱ در استان بخارا منطقه‌ای به نام منطقه حفاظت‌شده طبیعی قزل‌قوم ایجاد شد که ۱۰۱ هزار کیلومتر مربع مساحت دارد.